# SodaStream
SodaStream — производитель сифонов (аппаратов производства газированной воды дома). Принцип работы сифонов ― насыщение воды углекислотой CO2; первоначально этот метод изобрел Гай Джилби в 1903 году.
Сифон представляет собой устройство, в котором вода газируется путём пропускания через неё углекислого газа, находящегося под давлением в баллоне. Компания также продаёт более 100 различных типов концентрированных сиропов, которые позволяют приготовить газированные напитки различных вкусов
.
В 1998 года компания объединилась с Soda-Club, а в ноябре 2010 года вышла на фондовую биржу NASDAQ. SodaStream в настоящее время находится в Лоде, Израиль и имеет 13 заводов. Главный завод до 2015 года был расположен на Западном берегу реки Иордан в Маале-Адумим.

## История
Предшественником современных сифонов для газировки был аппарат для проветривания жидкостей, созданный в 1903 Гаем Хью Джилби, являвшимся лондонским производителем алкогольной продукции Джина, W & A Gilbey Ltd. Право на производство аппаратов было продано высшим сословиям Англии (королевскому двору).
Сиропы — концентраты, такие как вишня ciderette и Сассапарилла (корневое пиво) были введены в ассортимент в 1920-х годах, наряду с коммерческими машинами газирования воды, а первая машина для домашнего насыщения напитков углекислотой была произведена в 1955 году. Продукция SodaStream первоначально продавалась в Великобритании, а позже стала экспортироваться в другие страны, включая Австралию, Новую Зеландию и Германию.
Сифоны SodaStream были популярны в 1970-х и 1980-х годах в Великобритании и связаны с ностальгией по тому периоду. Их рекламный слоган «Get busy with the fizzy» появился в 1979 году. Он оказался столь популярным, что компания добавила его к своей эмблеме. Слоган был забыт в 1996 и только спустя 17 лет был восстановлен (в 2010) наряду с новой маркетинговой кампанией в Великобритании.
Первоначально компания действовала в качестве филиала W & A Gilbey, Ltd. В 1985, после того как произошла смена собственника, SodaStream стал филиалом Cadbury Schweppes, хотя это подразделение и действовало в качестве автономного бизнеса в пределах группы. В 1998 SodaStream был куплен израильской компанией Soda-Club, основанной в 1991 Питером Визебергом, который с 1978 до 1991 был эксклюзивным дистрибьютором SodaStream в Израиле, за это время он стал самым крупным поставщиком домашних аппаратов для газирования воды в мире. В 2003 Soda-Club закрыл фабрику SodaStream в Питерборо (Англия) и переместил отдел заправки и восстановления газовых баллонов в Германию. Под собственностью Soda-Club, и с генеральным директором Даниэлом Бирнбаумом (с 2007), бренд повторно представили на многих рынках с новыми машинами и новыми ароматами сиропов. Sodastream стал доступен в 41 стране в мире. В России товар компании продается с 2009 года двумя крупными сетевыми магазинами Медиамаркт и Ашан, сетью кофейных магазинов Мир Эспрессо, и специализированным магазином Sodastore
В 2012 году SodaStream обратился к Иву Бехару, чтобы создать новую линию сифонов для газировки, разработанных с особым вниманием к устойчивости, качеству и красоте. Дизайн Бехэра для сифонов SodaStream завоевал множество наград и хвалебных отзывов в 2013 году.
SodaStream International Ltd. стала публичной компанией, разместив свои акции на фондовой бирже Nasdaq в ноябре 2010 года. Размещение производилось при участии J.P. Morgan Securities и Deutsche Bank Securities. Это IPO стало восьмым по величине среди Израильских компаний на Nasdaq и в течение 2010 года было одним из наиболее эффективных IPO. Чтобы отпраздновать листинг SodaStream на Nasdaq, генеральный директор Даниэл Бирнбаум был приглашен закрыть торги (позвонить в колокол) 3 ноября 2010 г. К августу 2011 года капитализация SodaStream повысилась с $367 миллионов до $1.46 миллиарда.
В июне 2013 года израильская финансовая газета Калькалист неверно предсказала поглощение компании PepsiCo за два миллиарда долларов компанией SodaStream, дав дополнительный рост акциям, но слухи были вскоре опровергнуты PepsiCo.
Аналитики ожидали 27 % рост в 2013 году и увеличение дохода на 30 % за следующие 5 лет. Однако фактический чистый доход 2013 года снизился относительно 2012 года, несмотря на увеличение продаж; в 2014 году акции компании упали до своей самой низкой стоимости начиная с 2012 года. Аналитик Barclays PLC Дэвид Кэплан процитировал предупреждения госсекретаря США Джона Керри об экономических эффектах бойкота и отказа компании разъяснять причины снижения показателей.
В августе 2018 компанию SodaStream купил PepsiCo за 3,2 млрд долларов, что на 300 млн больше стоимости SodaStream на Нью-йоркской бирже.

## Продажи
Приблизительно в 20 % домашних хозяйств Швеции присутствовали сифоны от SodaStream 2010 года. В январе 2011 года, компания отметила продажу своего миллионного аппарата для Швеции. Европа составляет 52 % продаж компании.
SodaStream является публичной компанией с 2010 года. С мая 2012 года, SodaStream продается более чем 2 900 магазинах Walmart в США. В июне 2012 года исследовательская компания Monness Crespi Hardt & Co. заявила, что благодаря продажам в Walmart, американские продажи SodaStream выросли с 4.4 миллионов долларов США в 2007 году, к $40 миллионам в 2011. Несмотря на рекордные продажи, размер прибыли всё же уменьшается. Предполагаемый чистый доход SodaStream 2013 года — $41.5 миллиона при годовом обороте $562 миллионов. В 2012 году показатели составили $43.86 миллионами чистого дохода на $436.32 миллионах оборота

## Продукт
Сифон SodaStream — устройство, которое пропускает углекислый газ (CO2) (находящийся под давлением баллоне) через воду, насыщая её газом и превращая в шипучую газировку. Каждый сифон состоит из баллона с углекислым газом, одной или более многоразовых бутылок и самого аппарата для газирования. Бутылка, наполненная водой, вставляется в аппарат и нажатием на рычаг подачи газа, газируется, выпуская CO2 из баллона. Компания предлагает широкий ассортимент сиропов. После того, как вода загазировывается, сироп добавляется в бутылку и перемешивается. Крышка от бутылки с сиропом служит мерным стаканчиком.
В разные времена среди сиропов SodaStream были представлены известные в то время напитки: Tizer, Фанта, Sunkist и Irn-Bru.
Предлагаемые SodaStream диетические концентраты подслащены сахарозаменителем Splenda. Сиропы используются для приготовления безалкогольных напитков.
SodaStream и Kraft Foods вступили в партнёрство в январе 2012 года, включив использование фирменных ароматов Crystal Light и Country Time. В июле того же года компании расширили своё партнерство, включив линию ароматов Kool-Aid. В 2013 году SodaStream стала партнёром Ocean Spray, получив возможность продавать три сиропа со вкусами Ocean Spray для использования с сифонами Sodastream
В феврале 2013 года SodaStream и Samsung объявили, что холодильники Samsung со встроенными сифонами для производства газированной воды будут доступны в Соединенных Штатах начиная с апреля.
Исключая начальную покупную цену сифона, средняя стоимость для конечного пользователя в 2014 году составляла 25 центов за литр простой газированной воды и плюс 50 центов за литр газировки с вкусовым сиропом. Оценочные стоимости в других странах могут отличаться.
В России в 2014 году средняя стоимость за 1 литр простой газированной воды составляла в среднем 14 руб., а при использовании сиропа цена увеличивалась ещё на 27 руб.
Зачастую газировка с сиропом от SodaStream более дорогая, чем газированные напитки разлитые в бутылки других торговых марок; это происходит из-за большей цены на сироп при покупке в маленьких розничных количествах. Если же рассматривать сифон только для приготовления простой газированной воды, то он оказывается более рентабельным, чем покупка простой газированной воды в магазине, вне зависимости от приобретаемого количества.

## Баллоны с газом
Стандартно все сифоны Sodastream оснащаются баллоном с CO2 на 14,5 унций, которого хватит на 60 литров газированной воды.
Некоторые модели сифонов могут также принять баллон на 33 унции, или позволяющий загазировать 130 литров воды. Когда баллон опустеет, его можно возвратить торговому посреднику SodaStream для замены.
Баллоны имеют запатентованную форму и не совместим с аппаратами для заправки газом от других производителей, которые заправляют газ для бочонков пива, пейнтбольных ружей, баллонов для сварки и огнетушителей.
SodaStream утверждает, что не продает баллоны c CO2 потребителям, вместо этого Sodastream «лицензирует» их, вкладывая соответствующие документы в упаковку. В Свидетельстве Пользовательской лицензии прописаны ограничения по использованию баллонов. Местным продавцам баллонов с CO2 запрещают снова наполнять баллоны Sodastream, для этого в баллон встроен запатентованный клапан, разработанный, чтобы предотвратить вторичное наполнение.
Намерение использовать клапана в качестве антиконкурентоспособной тактики детализировано в европейской Заявке на патент EP1382899, которая заявляет «Таким образом решается проблема закачки баллонов правильной жидкостью, которая закачана, только из качественных источников. Другие существующие системы заполнения могут быть дублированы относительно легко, таким образом, позволяя вторичное наполнение баллона любой другой жидкостью…»
Эти механизмы позволяют эффективно поднимать стоимость вторичного наполнения баллона в несколько раз, относительно текущего рыночного курса.
По словам генерального директора SodaStream Даниэла Бирнбаума, «Мы создали бритву и бизнес-модель лезвия бритвы. Бритва — очевидно, мы производитель содовой, и у нас есть три лезвия: газ CO2, сиропы и бутылки. Таким образом, это не одноразовая продажа — лезвия, это наш будущий источник дохода. Мы приобретаем пользователей, наращиваем нашу клиентскую базу, и мы выращиваем верных нашему продукту пользователей».
В Швеции в 1984 году поставщик Sydbrand (поставщик углекислого газа), успешно предъявил иск к SodaStream о нарушении авторского права при маркировании баллонов с CO2.. В 2006 г., SodaStream проиграл иск против перепродажи его фирменных баллонов Alco2jet на eBay.

## Альтернативы
Различные дополнительные продукты были предложены сторонними продавцами. Эти продукты разрабатывались с целью снизить стоимость использования Sodastream для конечного потребителя
Один из вариантов — подключение сифона SodaStream к адаптеру баллона для пейнтбольного ружья («SodaMod»), при этом сам баллон может быть установлен внутрь сифона. Такой баллон совместим со многими европейскими стандартами и может быть заправлен на любой станции заправки газа.
Другой аксессуар, «Freedom Valve», является механически совместимым клапаном заправки для существующих баллонов SodaStream, для оригинальных баллонов выпускаемых SodaStream до 2008 года. Дополнительный адаптер необходим, чтобы преобразовать соединитель (разъем) баллона SodaStream в один из стандартных соединителей CO2 для возможности повторной заправки (наполнения).
Различные шланги и соединители других производителей, могут соединить большую часть выпускаемых баллонов CO2. Но все эти баллоны, физически слишком большие, чтобы быть установленными внутрь сифонов Sodastream. Такие баллоны, как правило хранятся под кухонными рабочими поверхностями. Баллоны, обычно используемые для бочонков пива или автоматов по продаже газированной воды, также подходят для того, чтобы наполнять меньшие по объёму баллоны.

## Сиропы и концентраты
SodaStream предлагает своим клиентам более 100 различных сиропов и концентратов, ассортимент включает такие категории как: «Cola», «Natural (натуральные сиропы)», «Сlear (сиропы без добавок)», «зеленый чай», «чай со льдом», «изотонический», «фрукты», «местные», «миксы» и «энергетические» напитки. Концентраты разлиты, в бутылки по 500 мл и 750 мл. Колпачок каждой бутылки служит мерным стаканчиком, и рассчитан на приготовление 1 литра газировки. Бутылки в 500 мл хватает для приготовления 12 л напитка.
Сифоны SodaStream газируют один литр воды в бутылке, за один раз — концентраты добавляются после того, как бутылка с газированной водой удалена из машины. Это ограничение вызвано тем, что при газировании некоторые напитки пенятся, например вы не сможете загазировать некоторые вина или свежих фруктов.

## Конкуренты
SodaStream конкурирует с производителями кухонных приборов Cuisinart и Hamilton Beach, а также с различными более маленькими фирмами. Cuisinart представил свою версию сифона Primo Water’s в 2012 году. Hamilton Beach представил свой сифон — модель 85101 Fizzini в августе 2013 г. В некоторых странах, Cuisinart распространяет версию переносного SodaSparkle в дополнение к своим моделям SMS 201 или SMS 216.
Нестандартные баллоны с CO2 используются каждым из этих конкурирующих продавцов, то есть, они не взаимозаменяемые. Сиропы и концентраты могут использоваться от любой из этих компаний.

## Экологический маркетинг
В маркетинге, компания в настоящее время сосредотачивается на экологической привлекательности использования водопроводной воды и подлежащих возврату газовых баллонов. SodaStream участвовал в экологических проектах, включая сокращение потребления пластика, очистку пляжей и восстановление лесных массивов.
Одни только американцы потребляют (выкидывают) 130 миллиардов бутылок и банок каждый год, 340 миллиардов бутылок и банок, не перерабатываются каждый год во всем мире. Согласно SodaStream, использование домашних сифонов для приготовления газировки уменьшает сумму отходов упаковки, бутылок и банок, а также сумму загрязнения, вызванного транспортировкой разлитых в бутылки напитков. Согласно анализу Carbon Trust, использование продукции SodaStream — на 75 % уменьшает выбросы парникового газа, по сравнению с производством универсальной колы, проданной в пластмассовых бутылках.
В 2011 году SodaStream был партнёром Израильского Фонда защиты окружающей среды, они вместе проявили инициативу, способствующую ненужному сокращению потребления и улучшению качества водопроводной воды. Также в 2011 году, SodaStream начал совместную кампанию вместе с Эрин О’Коннор, чтобы поднять осведомленность населения о положительном эффекте оказываемом на окружающую среду при отказе от пластмассовых отходов.
В 2012 году SodaStream пожертвовал 1,000£ школе в Crediton, Девону в Соединённом Королевстве, для финансирования образовательной инициативы по очистки пляжа. SodaStream был партнером Деревьев для Будущего в 2012, начав высаживание деревьев для каждого проданного сифона в Бразилии. SodaStream, Италия и Муниципалитет Венеции были партнерами в 2012 году, они организовали борьбу с бутылками, в Lido di Venezia. Актриса Росарио Доусон начала первый ежегодный Мировой День Без Бутылок в Нью-Йорке в июле 2012 году. SodaStream начала кампанию по повышению осведомленности о воздействии банок и пластмассовых бутылок на окружающую среду, обращенную к Организации Объединённых Наций с просьбой называть один день года «Днём без бутылок».

## Рекламные кампании
В 2010 году SodaStream начал международную кампанию, нацеленную на повышение осведомленности о потреблении и вреде пластиковых бутылок. Кампания включает показ клеток на 9 кубических метрах в различных странах, каждая клетка содержит 10,657 пустых бутылок и банок. Начатая в Бельгии, кампания Клетки с тех пор посетила 30 стран с сообщением, что отходы, произведенные одной семьей в течение пяти лет — 10,657 бутылок и банок — могут быть заменены единственной бутылкой SodaStream. Когда клетка была показана в Йоханнесбурге, Южная Африка в 2012 году, Coca-Cola потребовала, чтобы SodaStream удалили его продукты из клеток и угрожая предъявить иск к SodaStream. SodaStream ответил, отклоняя угрозы, что он покажет клетку у главного офиса Coca-Cola в Атланте.
30-секундная реклама, бутылки содовой, взрывающиеся каждый раз, когда человек делает напиток, используя машину SodaStream, была запрещена в Соединённом Королевстве в 2012 году. Clearcast, организация, которая предварительно одобряет телевизионную рекламу в Великобритании, объяснила, что они «думали, что это было клевета (оскорбление) разлитых в бутылки напитков». То же самый ролик, обработанный Алексом Богуским, был показан в Соединённых Штатах, Швеции, Австралии и других странах. Обращение SodaStream, об полной отмене решения Clearcast (подвергнуть цензуре рекламу), было отклонено. Этот рекламный ролик, как ожидали, покажут во время Супер Бола XLVII в феврале 2013 года, но Си-Би-Эс отклонила его из-за прямых ссылок на кока-колу и Пепси, основных спонсоров НФЛ.

## Производственные мощности
У SodaStream есть 13 производственных объектов во всем мире. В 2014 году основной завод SodaStream в Mishor Adumim нанял 1,300 рабочих, включая 950 арабов. В 2011 году, другой завод был открыт в Alon Tavor промышленной зоне около израильского города Афула. Третий завод, который начал работать в 2011 году в Ашкелоне, производит сиропы SodaStream. Краеугольный камень для четвёртого завода был также положен в Технопарке Идан Ханегев к северу от Беэр-Шевы в 2011 году. В 2012, израильское правительство одобрило грант SodaStream для строительства НИСА завода в техно парке Idan haNegev около бедуинского города Рэхэт. Завод, как ожидают, обеспечит занятость приблизительно 1,000 рабочим, многие из них бедуины Негева.

## Противоречия
SodaStream подверглась критике и кампании бойкота со стороны движения BDS за работу его основного завода-изготовителя в промышленной зоне, расположенной в Маале-Адумим, городе в статусе поселения, территория которого считается ООН частью оккупированного Западного берега реки Иордан. Завод был построен на земле, конфискованной Израилем после Шестидневной войны.
В 2010 году высшая судебная инстанция Европейского союза постановила отклонить претензию SodaStream на Запрет освобождения от таможенных платежей ЕС за продукты, произведенные на Западном берегу реки Иордан, потому что израильские поселения на занятой палестинской территории вне территориального объёма соглашения EC-Израиля.
Норвегия, Швеция и Финляндия бойкотировали продукты SodaStream из фабрики Mishor Adumim. Согласно генеральному директору SodaStream Даниэлу Бирнбауму — «Рынки как Швеция, Финляндия, Дания и Норвегия получают продукты не от этой фабрики».
В январе 2014 году Парижский суд постановил, что Association France Palestine Solidarité (AFPS), группа, проводящая кампанию, по удалению SodaStream из магазинов, должна выплатить компенсацию SodaStream в 6500€, потому что группа неправомерно утверждала, что продукты проданы «незаконно и мошеннически» из-за их использования этикетки «Made in Israel», будучи частично произведенным на Западном берегу реки Иордан.
Human Rights Watch заявила, что «Невозможно проигнорировать израильскую систему незаконной дискриминации, конфискации земли, воровства природных ресурсов и принудительного переселения палестинцев на занятом Западном берегу реки Иордан, где расположен SodaStream». Объединённая церковь Канады начала бойкотировать продукты SodaStream, произведенные на занятом Западном берегу реки Иордан.
В январе 2014 Оксфордский комитет помощи голодающим принял отставку актрисы Скарлетт Йоханссон как посла этой организации, после того, как она стала фирменным лицом для SodaStream. Она занимала этот пост в течение восьми лет. Оксфордский комитет помощи голодающим заявил, что компании, такие как SodaStream — угнетают бедность и права палестинских общин, и что они работают, чтобы противостоять таким кампаниям, в соответствии с международным правом. Йоханссон по сообщениям ушла в отставку из-за «принципиального различия во мнениях в отношении бойкота к Sodastream». В своём заявлении она сообщила, что SodaStream — «не только защищает окружающую среду, но и способствует строительству моста к миру между Израилем и Палестиной, поддерживая соседей, работающих рядом друг с другом, получая равную оплату труда, равные преимущества и равные права». Генеральный директор SodaStream, Бирнбаум также обвинил Оксфордский комитет помощи голодающим в поддержке BDS (Бойкот, изоляция и санкции) движение против Израиля в целом.
Обвинение отрицает Оксфордский комитет помощи голодающим, говоря, что, местоположение завода Sodastream, чинят препятствие любому будущему мирному решению между двумя государствами.
Даниэл Бирнбаум, генеральный директор SodaStream, сказал,
что их фабрики аполитичны, «Мы не становимся ни на чью на сторону в этом
конфликте», добавив, что они «строят мосты между израильским и палестинским населением, и мы предоставляют палестинским сотрудникам респектабельные возможности трудоустройства и соответствующую зарплату и преимущества». В SodaStream работает 500 палестинцев Западного берега реки Иордан.
Возвращаясь к местоположению завода SodaStream Ma’ale Adumim, Бирнбаум сказал, что «мы здесь по историческим причинам», выбор, сделанный основателем компании Питером Вейссбергом, в 1990-х годов, задолго до SodaStream, был принят действующими владельцами, которые назначили Бирнбаума в 2007. Бирнбаум сказал, что фабричное присутствие здесь — теперь действительность, и он не покоробиться политическому давлению, чтобы закрыть завод. «Мы не бросим наших сотрудников, чтобы продвинуть чью-либо политическую повестку дня», сказал он, добавляя, что он «просто не видит, как помогло бы палестинцам, если бы мы уволили их».
Сторонники фабрии приводят в аргумент высокий темп уровня безработицы Западного берега реки Иордан и низкий ВВП, что свидетельствует, что рабочие места, крайне нужны. Противники утверждают, что небольшое количество рабочих мест, которые обеспечивает фабрика, не перевешивает эффект израильского присутствия в палестинской экономике. Другие утверждают, что SodaStream эксплуатирует местный дешёвый труд. Но доходы рабочих на фабрике существенно выше минимального размера оплаты труда Палестинской Автономии в размере 1450 шекелей/месяц.
Все кроме одного из палестинских сотрудников, у которых взяла интервью Газета Christian Science Monitor, поддержали позицию Йоханссон и выступили против бойкота SodaStream, заявляя, что бойкот только навредил бы им. Один палестинский сотрудник на фабрике сказал, что стыдился работать на SodaStream и чувствовал себя подобно «рабу», работающему над сборочным конвейером в течение двенадцати часов в день. Другой палестинский сотрудник на заводе Западного берега реки Иордан, у которого взяло интервью Агентство Рейтер, сказал, что был расизм на фабрике и что, «Большинство менеджеров — израильтянин, и сотрудники Западного берега реки Иордан, чувствуют, что они не могут просить роста заработной платы или выгод, потому что они могут быть уволены и легко заменены».
Генеральный директор SodaStream Даниэль Бирнбаум рассказал в интервью газете «Едиот Ахронот», что его компания первой начала нанимать палестинских арабских рабочих. Из 2500 сотрудников нанятых компанией, 1300 работали в Мишор-Адумим, почти 600 из них — это были палестинские арабы из Иудеи и Самарии, что палестинские работники получали ту же зарплату, те же условия и те же льготы, как и остальные сотрудники, в том числе медицинское страхование для рабочих и их семей. SodaStream понесла серьёзные экономические потери, но самыми большими проигравшими в этой истории стали сотни палестинских рабочих SodaStream, которые потеряли свои рабочие места и доходы. Так же Даниэль Бирнбаум, рассказал о нападках активистов BDS на SodaStream, включающих вымышленную информацю, организацию протестов у магазинов и о зафиксированных случаях вандализма.